# Fedoriwka (obwód chmielnicki)
Fedoriwka (pol. Fedorówka) – wieś na Ukrainie, w obwodzie chmielnickim, w rejonie krasiłowskim.